# Батлер, Жозефин
Жозефи́н Эли́забет Ба́тлер, девичья фамилия Грей (англ. Josephine Elizabeth Butler; 13 апреля 1828 года, Нортамберленд — 30 декабря 1906 года, Нортамберленд) — английская феминистка и социальный реформатор Викторианской эпохи.
Жозефин Грей выросла в политически прогрессивной семье и вышла замуж за Джорджа Батлера, англиканского клирика и педагога, который разделял её взгляды. После гибели дочери она сосредоточилась на помощи женщинам, находящимся в тяжёлых условиях, начав с посещения работного дома. Затем она запустила кампанию в защиту прав женщин в британском законодательстве, выступала за получение права голоса, права на высшее образование, имущественных прав женщин в браке.
Будучи христианкой и отвергая двойные стандарты в отношении полов, Батлер стремилась помогать «падшим женщинам» и проституткам. Она включилась в кампанию за отмену Актов об инфекционных заболеваниях, на основании которых полиция подвергала подозреваемых в проституции женщин принудительным осмотрам и заключению в закрытые больницы. Кампания в конечном счёте достигла успеха — Акты были отменены. В своей последней кампании Батлер добивалась отмены аналогичных Актов в Британской Индии. Батлер также боролась против низкого возраста сексуального согласия, против торговли молодыми женщинами и девочками, которых увозили в континентальную Европу в целях проституции. Создала Международную федерацию аболиционистов, общеевропейскую организацию по борьбе с торговлей людьми и проституцией.
Деятельность Батлер расширила границы феминистской активности её эпохи и вынесла тему о женской сексуальности в публичное поле, подняв дискуссию о неравенстве полов в вопросе, в котором она ранее не поднималась. Батлер написала более 90 книг и брошюр. Церковь Англии включила в литургический календарь малый праздник в её честь. В некоторых зданиях англиканских церквей, включая Ливерпульский кафедральный собор, размещены витражи с её изображениями. Имя Батлер отображено на Мемориале реформаторов на кладбище Кенсал-Грин. Даремский университет назвал её именем один из своих колледжей.

## Детство и юность

### Ранние годы (1828—1850)

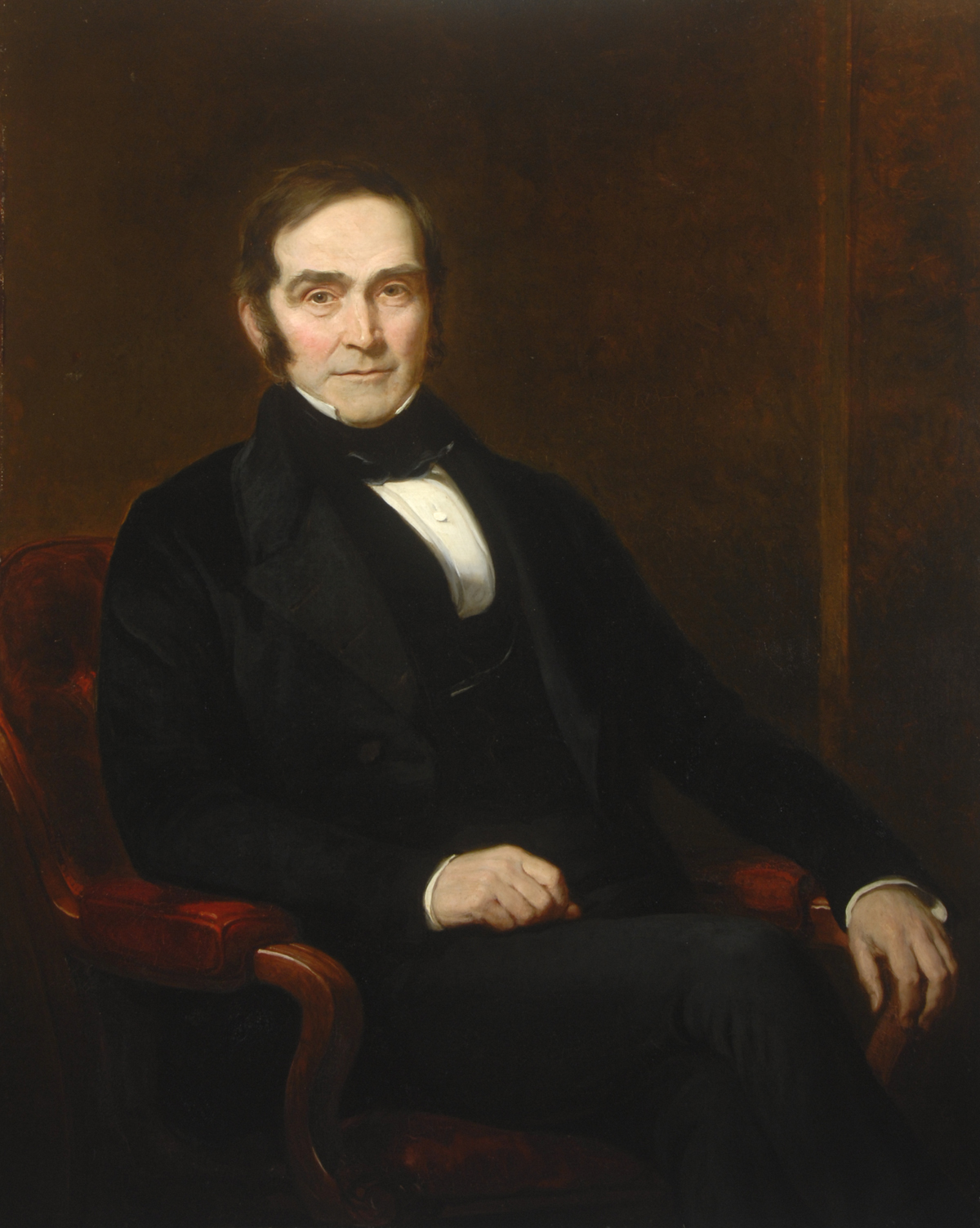
Джон Грей, отец Жозефин Батлер, портрет Джорджа Паттена

Жозефин Грей родилась 13 апреля 1828 года в городке Милфилд графства Нортамберленд. Она стала четвёртой дочерью и седьмым ребёнком Ханны (урождённой Аннетт) и Джона Грея.  Её отец Джон Грей управлял имением и занимался сельским хозяйством. Он был двоюродным братом лидера движений за реформы лорда Чарльза Грея, который занимал пост британского премьер-министра в 1830—1834 годы. В 1833 году Джон Грей был назначен управляющим Гринвичского госпиталя в Дилстоне, недалеко от Корбриджа в Нортамберленде, и семья перебралась жить в эту местность. Там Джон представлял политические взгляды лорда Грея, продвигая их на местном уровне, в том числе выступая в поддержку католической эмансипации, отмены рабства, отмены хлебных законов и реформы законов для бедных. Жозефин училась дома, после чего завершила образование в школе-интернате Ньюкасл-апон-Тайна, где она обучалась в течение двух лет.
Джон одинаково относился к своим детям, давал им образование в политических и социальных вопросах и знакомил с различными важными в политическом отношении посетителями, которые приходили к ним домой. Политическая деятельность и мировоззрение Джона оказали сильное влияние на его дочь, как и религиозное воспитание, которое она получила от своей матери. Атмосфера в семье и социально-политические круги, в которых вращалась Жозефин, сформировали в ней сильную социальную ответственность и твёрдую религиозную веру.

Примерно в 17 лет Жозефин пережила религиозный кризис, который, по мнению ряда исследователей, возник из-за того, что она обнаружила тело самоубийцы во время верховой езды. Она стала разочаровываться в еженедельном посещении церкви, описывая местного священника как «честного проповедника … [который] преданно учил нас всему, что он, вероятно, сам знал о Боге, но чьи слова не коснулись даже края глубокой неудовлетворённости моей души». После этого кризиса Жозефин не отождествляла себя ни с одним из направлений христианства и была критично настроена в отношении англиканской церкви. Позже она писала, что «с детства впитывала самые широкие идеи живого христианства, только это было христианством. Я не очень симпатизирую церкви». Она начала говорить напрямую с Богом в своих молитвах: 
«Я разговаривала с Ним в одиночестве, как с человеком, который мог бы ответить. … Не думайте, что при этом я доводила себя до какого-то возбуждения; в таком усилии было много боли и требовалась упорная решимость. И это не было набожной сентиментальностью, которая побуждала меня. Это было желанием узнать Бога и моё отношение к Нему».Оригинальный текст (англ.)«I spoke to Him in solitude, as a person who could answer. … Do not imagine that on these occasions I worked myself up into any excitement; there was much pain in such an effort, and dogged determination required. Nor was it a devotional sentiment that urged me on. It was a desire to know God and my relation to Him».
В середине 1847 года Жозефин навестила своего брата в графстве Лиишь в Ирландии. В то время был разгар Великого голода в Ирландии, и она впервые столкнулась с массовыми страданиями бедняков. Она была глубоко тронута этим опытом и позже вспоминала: «Будучи молодой девушкой, я не понимала полностью страдания, которые видела вокруг себя, но они отпечатались в моих уме и памяти».

### Ранняя супружеская жизнь (1850—1864)
В 1850 году Жозефин сблизилась с Джорджем Батлером, членом преподавательского состава Эксетер-колледжа Оксфордского университета, с которым она встречалась на нескольких балах, проводившихся вблизи графства Дарем. В октябре того же года Джордж посылал ей свои стихи. Они обручились в январе 1851 года и поженились в январе 1852 года. Супруги поселились в доме по адресу 124 Хай-стрит, Оксфорд. Джордж был теологом и клириком и разделял со своей женой приверженность либеральным реформам социального обеспечения и любовь к итальянской культуре. Семейная пара имела крепкую христианскую веру, и Жозефин позже писала о муже, что они часто «вместе молились о том, чтобы могла произойти священная революция и чтобы Царство Божье могло установиться на земле».

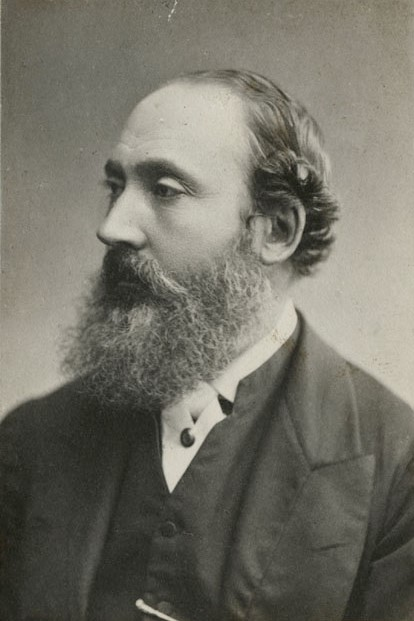
Джордж Батлер, муж Жозефин Батлер

В ноябре 1852 года у Батлеров родился сын Джордж Грей Батлер, вслед за которым в мае 1854 года появился второй сын — Артур Стэнли, известный как Стэнли. Позднее Батлер вспоминала о местном сообществе Оксфорда как о замкнутом и женоненавистническом, которому не хватало семейного быта. Жозефин часто была единственной женщиной на общественных мероприятиях и с гневом выслушивала то, что её биограф Джудит Валковиц описывает как «открытое принятие университетскими джентльменами двойных стандартов». Батлер оскорбила дискуссия по поводу публикации романа Элизабет Гаскелл «Руфь» в 1853 году. В романе героиню соблазняет, а затем бросает состоятельный человек. Батлер видела, как собеседники-мужчины считали естественным то, что «о моральном падении женщины говорили как о гораздо худшем, чем [о моральном падении] мужчины». Она решила не выражать свои эмоции по этому поводу, а «говорить мало с мужчинами, но много с Богом». В качестве более практического действия она и Джордж начали помогать множеству «падших женщин» Оксфорда и приглашать некоторых из них жить в своём доме. Однажды они оказали помощь молодой женщине, отбывающей наказание в Ньюгетской тюрьме. Эту женщину соблазнил дон из университета и впоследствии бросил её; женщина в отчаянии убила своего ребёнка. Батлеры связывались с губернатором Ньюгейта, чтобы договориться о её пребывании в их доме в конце тюремного срока.

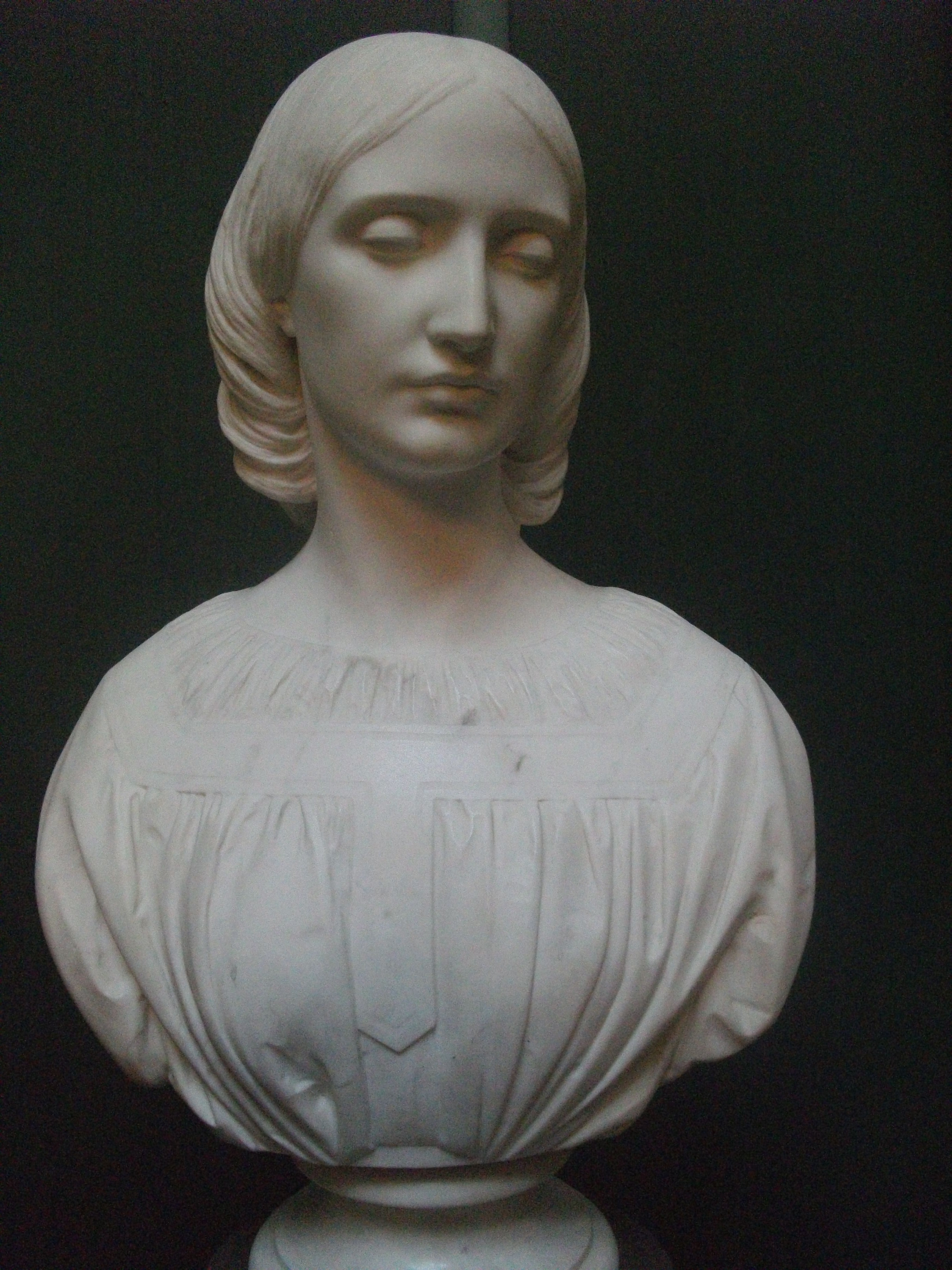
Бюст Жозефин Батлер в 1865 году, в возрасте 36 лет, скульптор Александр Манро

В 1856 году здоровье Батлер начало ухудшаться из-за влажности оксфордского климата: у неё начались осложнения с давним поражением лёгкого. Врач сообщил, что оставаться в Оксфорде может быть фатально. Джордж немедленно купил дом в Клифтоне, недалеко от Бристоля, где в 1857 году родился их третий сын Чарльз. В том же году Джордж занял должность проректора в Челтнемском колледже, и они переехали в местный дом. Батлеры продолжали поддерживать либеральные идеи, в том числе итальянского националиста Джузеппе Гарибальди, хотя их симпатии к Союзу северных штатов в Гражданской войне в США вели к социальному остракизму. Батлер считала, что возникающее в результате этого чувство социальной изоляции «часто было болезненным … но полезным испытанием».
 В мае 1859 года Батлер родила своего последнего ребёнка, дочь Эванджелину Мэри, известную как Ева. В августе 1864 года Ева упала с перил верхнего этажа высотой 40 футов (12 метров) на каменный пол коридора дома; она умерла через три часа. Жозефин обезумела от горя, у неё нарушился сон на несколько лет; она не могла писать об этих событиях в течение 30 лет. Последующее расследование показало, что смерть произошла в результате несчастного случая.
В октябре 1864 года Стэнли заболел дифтерией, в то время как Жозефин всё ещё горевала по Еве. Она страдала депрессией и болела. После того как худшая фаза болезни Стэнли прошла, Батлер решила отвезти его в Неаполь, чтобы они оба отдохнули и восстановили силы. Корабль, на котором они путешествовали вдоль западного побережья Италии, столкнулся с ненастьем, и Батлер пережила на борту физическое истощение, от которого чуть не умерла.

## Социально-политическая деятельность

### Ливерпуль и начало реформаторский работы (1866—1869)

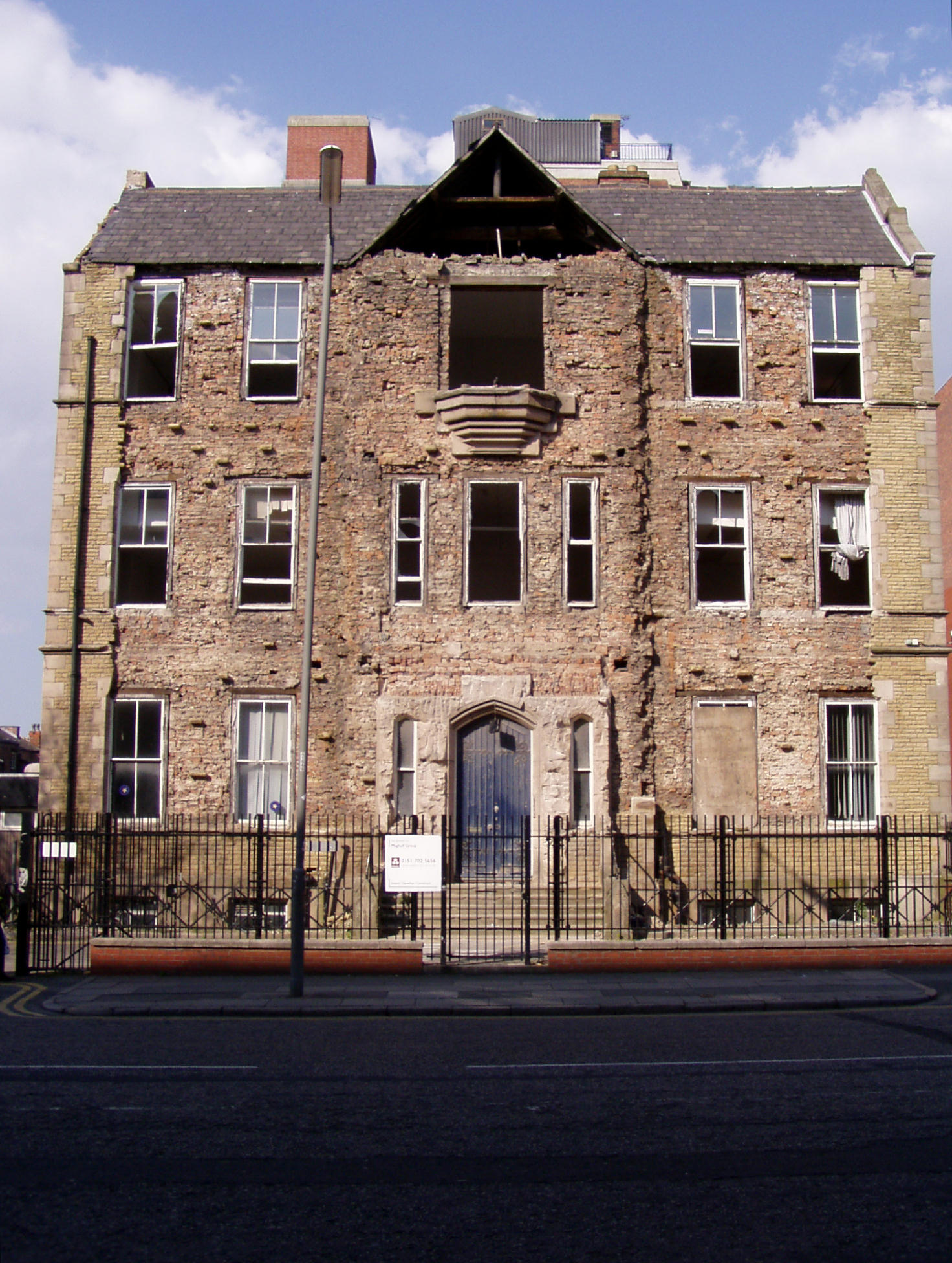
Общежитие Батлер для женщин в Ливерпуле в заброшенном состоянии 2009 года, перед сносом

В январе 1866 года Джордж был назначен директором Ливерпульского колледжа, и семья переехала в дом в районе Дингл. Несмотря на смену обстановки, Жозефин продолжала оплакивать Еву, однако сосредотачивала свои чувства на помощи другим. Позже она писала, что «одержима непреодолимым желанием продвигаться вперёд и найти какую-нибудь боль более острую, чем моя собственная, встретиться с людьми более несчастными, чем я … Было нетрудно найти страдания в Ливерпуле». Она регулярно посещала работный дом в Браунлоу-Хилл, учреждение, вмещавшее 5000 человек. Она сидела в подвалах с женщинами, многие из которых были заключёнными, щипала паклю вместе с ними, обсуждая Библию или молясь с ними.
Как и в Челтнеме, Батлеры начали предоставлять приют в собственном доме некоторым из женщин, часто проституткам в терминальной стадии венерического заболевания. Вскоре стало ясно, что нуждающихся женщин больше, чем они могут обеспечить, поэтому Жозефин открыла общежитие на средства местных состоятельных людей. На Пасху 1867 года она основала второй, более крупный дом, в котором была предоставлена более приемлемая работа, такая как шитьё и изготовление конвертов. «Промышленный дом», как она его назвала, финансировался комитетом работного дома и местными торговцами.
 Батлер выступала за права женщин, в том числе за право голоса и право на лучшее образование. В 1866 году она подписала петицию о внесении поправок в законопроект о реформе, добиваясь расширения избирательного права включением в него женщин. Петиция, которую поддержал член парламента и философ Джон Стюарт Милль, была проигнорирована, и законопроект стал законом без внесения таких поправок.
 Батлер считала общежития Ливерпуля временным средством: женщины будут продолжать борьбу за трудоустройство до тех пор, пока не смогут получать лучшее образование. В 1867 году вместе с суфражисткой Энн Клаф она учредила Совет Северной Англии по содействию высшему образованию женщин. Целью Совета было повышение статуса гувернанток и учителей-женщин, чтобы их услуги стали профессией. Батлер была президентом Совета до 1873 года. После встречи с ней член Тринити-колледжа в Кембридже Джеймс Стюарт поддержал идею о женском образовании и прочитал серию лекций для женщин в городах на севере Англии. Хотя предполагалось, что лекции согласятся прослушать тридцать студентов, присоединились триста. В 1868 году Батлер опубликовала свою первую брошюру «Образование и трудоустройство женщин», в которой выступала за доступ к высшему образованию для женщин и за более равный доступ к более широкому спектру рабочих мест. Это была первая из более чем 90 написанных ею книг и брошюр. В мае того же года она обратилась в сенат Кембриджского университета с просьбой провести экзамены для женщин. Кембриджский высший экзамен для женщин был введён в следующем году. Доктор Джейн Джордан в книге, посвящённой Батлер, отмечает, что «большая заслуга в этом принадлежит Энн Клаф, но … Батлер играла очень влиятельную роль … в кампании».
В то время британский закон о браке основывался на правовой доктрине покровительства, согласно которой юридические права и обязанности женщины при заключении брака переходили к её мужу. По закону женщина не имела самостоятельного юридического статуса, и все её имущество становилось собственностью её мужа; развод по инициативе женщины был трудным и сложным. В апреле 1868 года Батлер и её соратница суфражистка Элизабет Уолстенхолм создали и совместно стали секретарями Комитета по собственности замужних женщин, чтобы оказывать давление на парламент и добиться изменения закона. Батлер оставалась в Комитете до тех пор, пока кампания не увенчалась успехом и не был принят Закон о собственности замужних женщин 1882 года.

### Первая попытка отмены Актов об инфекционных заболеваниях (1869—1874)
В 1869 году Батлер стало известно об Актах об инфекционных заболеваниях. Акты представляли собой законы, введённые в 1864, 1866 и 1869 годах для контроля проституции в попытке сдерживать распространение венерических заболеваний, особенно в Британской армии и Королевском флоте. Акты давали полномочия полиции задерживать в определённых местах женщин, которые подозревались в проституции, при этом никаких доказательств, кроме слов полицейского, не требовалось. Если судья давал согласие, женщинам проводилось обследование гениталий. Если женщины страдали венерическими заболеваниями, их содержали в закрытой больнице до тех пор, пока они не излечивались. Если они отказывались пройти обследование или госпитализироваться, их могли посадить в тюрьму, часто с принудительными работами.
Подразделения полисменов в штатском специализировались на задержании подозреваемых в проституции. По словам Джейн Джордан, офицеров «ненавидели за их слежку и преследование проституток и женщин из рабочего класса … с которыми они обращались, не заботясь об их законных правах». Женщины, подвергшиеся осмотру, оказывались с запятнанными именем и репутацией, и, по словам историка Хилари Кэшман, «Акты превращали их в проституток, исключая достойный образ жизни».

В сентябре 1869 года суфражистка Элизабет Уолстенхолм встретилась с Жозефин Батлер в Бристоле, чтобы обсудить, что можно сделать с Актами. Национальная ассоциация по отмене Актов об инфекционных заболеваниях была основана в октябре того же года, но не допустила женщин состоять в ней. В ответ Уолстенхолм и Батлер до конца года сформировали Национальную женскую ассоциацию по отмене Актов об инфекционных заболеваниях (LNA, Национальная женская ассоциация). Ассоциация опубликовала Женский манифест, в котором говорилось, что Акты являются дискриминационными по признаку пола и по классовой принадлежности. Манифест утверждал, что Акты 
«не только лишили бедных женщин их конституционных прав и вынудили их подчиниться унизительному внутреннему осмотру, но и официально санкционировали двойные стандарты сексуальной морали, которые оправдывали сексуальный доступ мужчин к категории „падших“ женщин и наказывали женщин за вовлечение в тот же порок, в котором участвовали мужчины».Оригинальный текст (англ.)«not only deprived poor women of their constitutional rights and forced them to submit to a degrading internal examination, but they officially sanctioned a double standard of sexual morality, which justified male sexual access to a class of 'fallen' women and penalised women for engaging in the same vice as men».
31 декабря 1869 года Национальная женская ассоциация опубликовала в Daily News заявление о том, что она «была создана с целью добиться отмены этих отвратительных Актов». Среди 124 подписантов были социальный теоретик Гарриет Мартино и социальный реформатор Флоренс Найтингейл.
В 1870 году Батлер совершила поездку по Соединённому Королевству, преодолев 3700 миль, чтобы провести 99 встреч в течение года. Она обратила особое внимание на семейных мужчин из рабочего класса, большинство которых были возмущены характеристикой, которую она дала осмотру женщин, назвав эту процедуру хирургическим изнасилованием или изнасилованием сталью. Батлер убедила многих в своей аудитории, но столкнулась с серьёзным сопротивлением, которое подвергло её опасности. На одной из встреч сутенёры забросали её коровьим навозом; в другом случае были выбиты окна в её отеле, а в третьем случае были высказаны угрозы сжечь здание, в котором она проводила встречу.

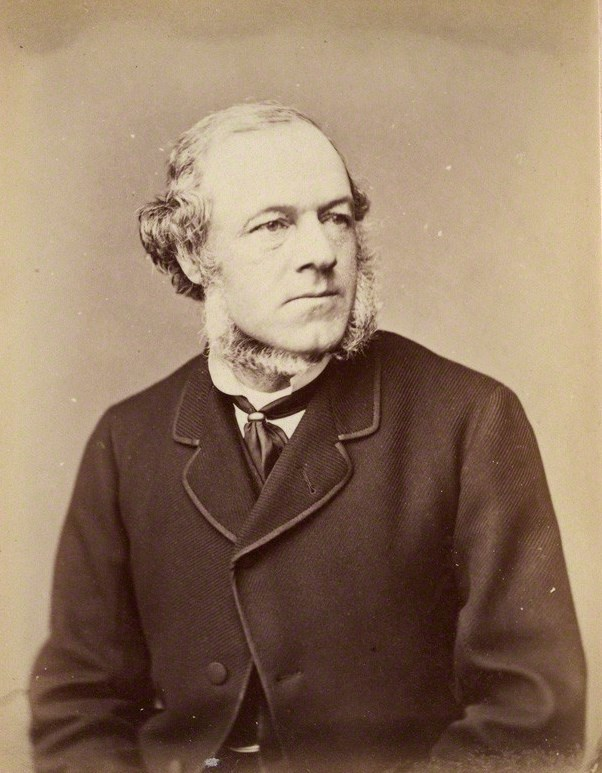
Министр внутренних дел Генри Брюс, учредивший Королевскую комиссию для изучения действия Актов.

На довыборах в Палату общин избирательного округа Колчестер 1870 года Национальная женская ассоциация выставила своего кандидата против кандидата от Либеральной партии сэра Генри Стокса, сторонника Актов, который применял аналогичный порядок, когда командовал британской армией на Мальте. Жозефин Батлер провела несколько местных собраний во время кампании, и во время одного из них её преследовала группа владельцев публичных домов. Присутствие кандидата от Национальной женской ассоциации разделило голоса либералов и позволило кандидату Консервативной партии получить место в Палате общин. Батлер считала, что «это оказалось своего рода поворотным моментом в истории нашей кампании». Из-за проигрыша Стокса на довыборах министр внутренних дел Соединённого Королевства Генри Брюс объявил о создании Королевской комиссии для изучения ситуации. Один из членов парламента сказал Батлер: 
«Ваш манифест очень сильно потряс нас в Палате общин; один из ведущих депутатов Палаты заметил мне: Мы знаем, как справиться с любым другим противостоянием в Палате или в стране, но что для нас очень неудобно — это бунт женщин. Это совершенно новое явление; что нам делать с таким противостоянием, как это?».Оригинальный текст (англ.)«Your manifesto has shaken us very badly in the House of Commons; a leading man in the House remarked to me, We know how to manage any other opposition in the House or in the country, but this is very awkward for us—this revolt of the women. It is quite a new thing; what are we to do with such an opposition as this?»
Комиссия приступила к работе в начале января 1871 года и потратила шесть месяцев на сбор данных. После того как Жозефин Батлер дала показания 18 марта, член комитета, депутат Палаты общин от либералов Питер Рилэндс заявил: «Я не привык к религиозной фразеологии, но не могу дать вам представление о произведённом эффекте, кроме как сказав, что дух Бога был там». Тем не менее отчёт комиссии в одностороннем порядке отстаивал законодательство, утверждая, что «… нет никакого сравнения между проститутками и мужчинами, которые обращаются к ним. В случае одного пола совершается проступок ради материальной выгоды, в случае другого — непостоянное потакание естественному влечению». В отчёте были сделаны выводы о том, что сексуальное здоровье мужчин в 18 областях, подпадающих под действие Актов, улучшилось. Относительно обязательных осмотров комиссия была потрясена описаниями «изнасилования сталью» и предложила, чтобы это было добровольным, а не обязательным. Комиссия заслушала весомые показания о том, что многим проституткам было всего 12 лет, и рекомендовала поднять возраст сексуального согласия с 12 до 14 лет. Генри Брюс не предпринимал никаких действий по рекомендациям в течение шести месяцев.
В феврале 1872 года Брюс предложил законопроект, в котором были учтены некоторые рекомендации комиссии, но расширен географический охват действия Актов с 18 военных центров на всё Соединённое Королевство. Хотя первоначальная позиция Национальной женской ассоциации заключалась в том, чтобы принять некоторые положения законопроекта и попытаться изменить другие, Батлер полностью отвергла их и опубликовала 56-страничную брошюру «Новая эра» с критикой законодательства. Брошюра была переиздана в газете The Shield. Произошёл первый раскол в движении за отмену Актов, и Батлер потеряла много сторонников из-за своей позиции. Законопроект встретил слишком много возражений со стороны сторонников Актов об инфекционных заболеваниях в парламенте и был отозван.

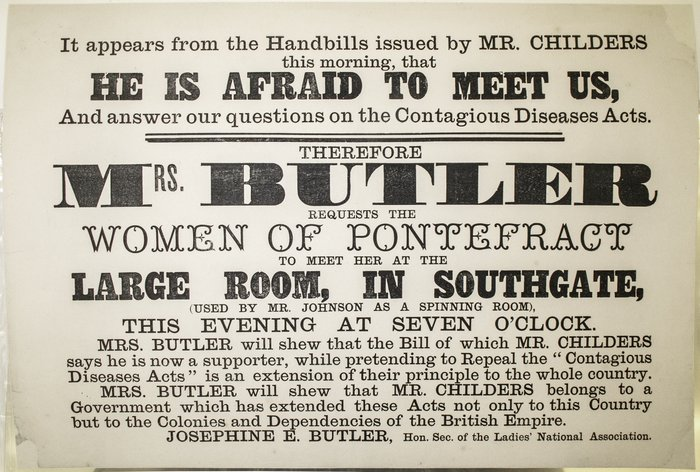
Рекламная афиша Батлер о публичном собрании в период довыборов в Понтефракте 1872 года

Через два месяца после отзыва законопроекта Брюса министерские довыборы в Понтефракте 1872 года предоставили Национальной женской ассоциации возможность для дальнейших действий. Хотя ассоциация не выставила кандидата, Жозефин присутствовала на встречах в городе. На одной из встреч ассоциации противники Батлер обильно посыпали пол комнаты кайенским перцем, что затруднило выступления. После того как это препятствие было убрано, её противники подожгли тюки соломы в кладовке, расположенной внизу, что привело к тому, что дым поднялся сквозь половицы. Два сотрудника Службы столичной полиции, специально призванные в город на довыборы, наблюдали, но не предпринимали никаких действий. Хотя кандидат от либералов Хью Чайлдерс вернулся в парламент, многие воздержались от его поддержки, и количество голосов, поданных за него, уменьшилось примерно на 150 (при электорате в 2000 голосов). В декабре 1872 года Жозефин Батлер встретилась с премьер-министром Уильямом Гладстоном во время его посещения Ливерпульского колледжа. Хотя Гладстон соглашался с целями Национальной женской ассоциации, он был политически неспособен публично выступить в её поддержку и поддержал законопроект Брюса.

### Европейское влияние и торговля белыми рабами (1874—1880)
На парламентских выборах 1874 года Либеральная партия проиграла Консервативной, правительство поменялось, и премьер-министром стал Бенджамин Дизраэли. Смена правительства остановила кампанию по отмене Актов. Жозефин Батлер назвала это время «годом разочарования», когда был «глубокий кризис в работе». Хотя Национальная женская ассоциация продолжала оказывать давление, продвижение в убеждении депутатов-либералов, чтобы они выступили против Актов об инфекционных заболеваниях, было медленным, и правительство оставалось непримиримым в поддержке закона.
На встрече региональных отделений Национальной женской ассоциации в мае одно из выступлений было посвящено законодательству в Европе. Участники встречи приняли решение вести переписку с родственными организациями на континенте. В начале декабря 1874 года Жозефин отправилась в Париж и совершила турне по Франции, Италии и Швейцарии, где встречалась с местными группами, лоббирующими феминистскую повестку, и гражданскими властями. Она встретила сильную поддержку со стороны феминистских групп, но враждебность со стороны властей. Батлер вернулась из путешествия в конце февраля 1875 года.

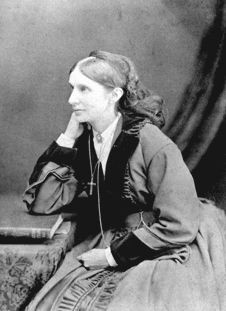
Батлер в 1876 году

В результате полученного опыта в марте 1875 года Батлер сформировала Британскую и континентальную федерацию за отмену проституции (позже переименованную в Международную федерацию аболиционистов), организацию, которая проводила кампанию против государственного регулирования проституции и за «отмену женского рабства и возвышение общественной морали среди мужчин». Член парламента от либералов Джеймс Стэнсфельд, который хотел отменить Акты, стал первым генеральным секретарём федерации, а Жозефин Батлер и её друг, член парламента от либералов Генри Уилсон совместно стали секретарями.
В 1878 году Жозефин написала биографию Екатерины Сиенской, которую её биограф Глен Петри считал, вероятно, её лучшей работой. Историк Джудит Валковиц полагает, что эта работа Батлер содержит «историческое обоснование её собственной политической активности». Другой её биограф, Хелен Матерс, считает, что, «подчёркивая, что она и Екатерина были рождены, чтобы быть лидерами как мужчин, так и женщин, … [Батлер] внесла огромный вклад в феминизм».
В 1879 году Жозефин стало известно о том, что молодыми женщинами и детьми торгуют как рабами, переправляя из Англии в материковую Европу. По словам Матерс, юные девочки считались «прекрасной забавой», поскольку закон позволял становиться проститутками в возрасте 13 лет. Сыграв незначительную роль в начале расследования обвинения в торговле людьми, Батлер стала активной участницей кампании в мае 1880 года и написала в The Shield, что «официальные дома проституции в Брюсселе переполнены несовершеннолетними английскими девочками», и что в одном доме «заточены маленькие дети, английские девочки возраста от двенадцати до пятнадцати лет … украденные, похищенные, преданные, доставленные из английских сельских деревень с помощью всяческих хитростей и проданные на это человеческое разрушение». Она посетила Брюссель, где встретилась с мэром и местными советниками и выдвинула обвинения против главы бельгийской «Полиции нравов» и его заместителя относительно их причастности к торговле. После встречи с ней связался детектив, который подтвердил, что высокопоставленные сотрудники «Полиции нравов» виновны в сговоре с владельцами публичных домов. Она вернулась домой и дала показания, включающие копию заявления детектива, отправив их королевскому прокурору Бельгии и министру внутренних дел Великобритании. После расследования в Бельгии глава «Полиции нравов» был отстранён от должности, а его заместитель предстал перед судом вместе с 12 владельцами публичных домов, и все они были заключены в тюрьму за участие в торговле людьми.

### Вторая попытка отмены Актов об инфекционных заболеваниях (1880—1885)

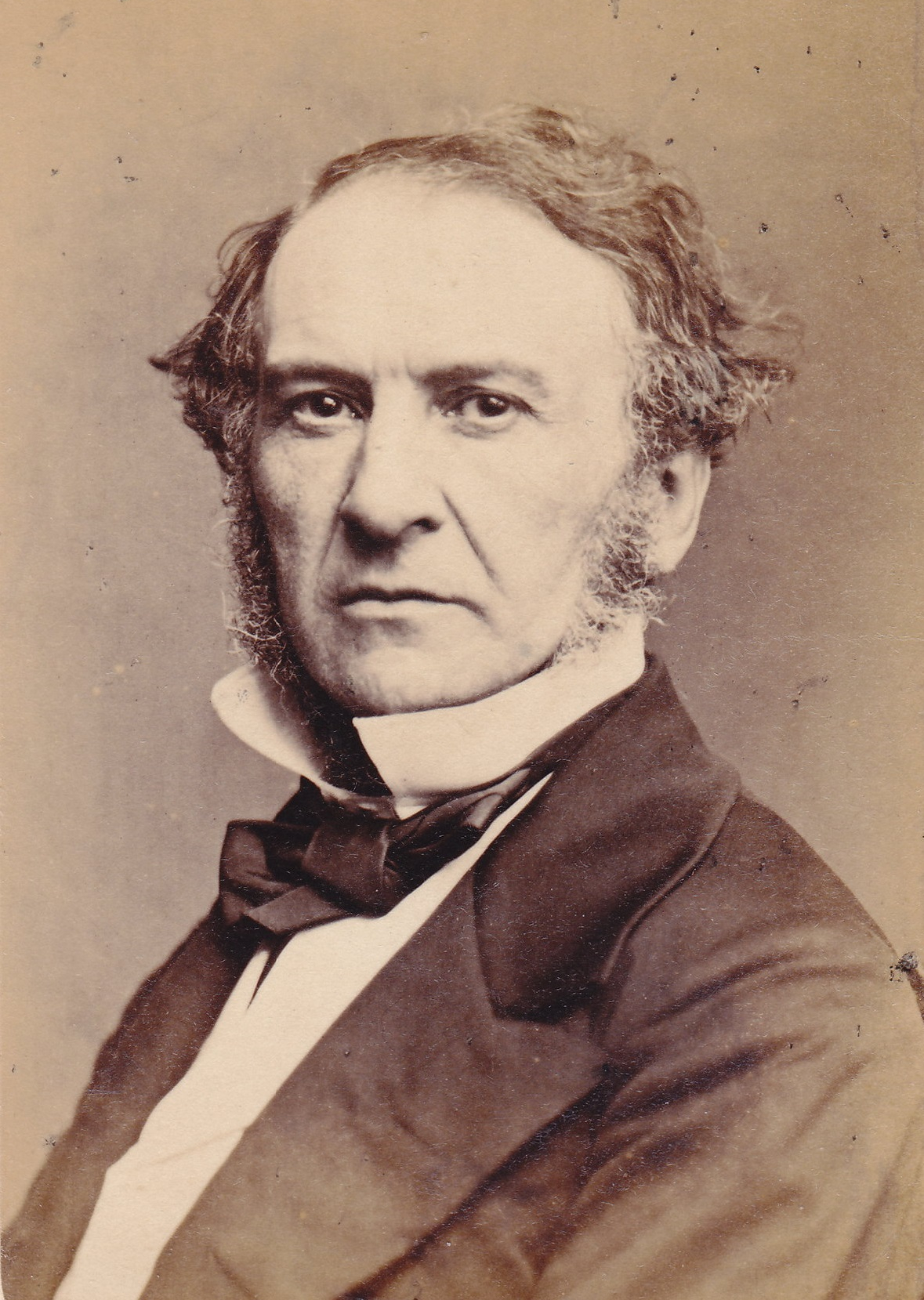
Уильям Гладстон, друг Батлеров и негласный сторонник работы Жозефин

В результате всеобщих выборов 1880 года консерваторы проиграли, и Бенджамин Дизраэли потерял пост премьер-министра. На смену его правительству повторно пришло правительство Уильяма Гладстона. Значительная часть депутатов в новом правительстве хотела отменить Акты об инфекционных заболеваниях. Гладстон как премьер-министр имел право выдвигать кандидатов на вакантные должности в Церкви, и в июне 1882 года он предложил Джорджу Батлеру должность каноника Уинчестерского собора. Джордж рассматривал возможность выхода на пенсию, но они с Жозефин были обеспокоены финансовыми делами, так как бо́льшая часть их дохода была потрачена на Национальную женскую ассоциацию и другие цели, которые поддерживала Жозефин. Джордж принял назначение, и они переехали в «благодатный дом», жильё, предоставляемое в рамках трудоустройства, рядом с собором. Жозефин Батлер открыла ещё одно общежитие для женщин рядом с их домом.
 Политическое давление со стороны либералов-заднескамеечников, особенно Джозефа Чемберлена и Чарльза Хопвуда, привело к усилению противодействия Актам. В феврале 1883 года Хопвуд представил в парламент резолюцию, где утверждалось: «Палата не одобряет обязательный осмотр женщин, производимый в соответствии с Актами об инфекционных заболеваниях». Резолюция обсуждалась в апреле. Депутаты большинством в 72 голоса проголосовали за приостановление осмотров. Три года спустя Акты были официально отменены.

### Детская проституция и дело Элизы Армстронг (1885—1887)
В 1885 году Жозефин Батлер встретилась с Флоренс Элеонорой Бут, невесткой Уильяма Бута, основавшего Армию спасения. Встреча привела к участию Батлер в кампании по разоблачению детской проституции в Британии и связанной с ней торговли. Вместе с Флоренс Бут, Бенджамином Скоттом, камергером Лондона, и несколькими сторонниками из Национальной женской ассоциации она убедила редактора газеты The Pall Mall Gazette Уильяма Томаса Стеда помочь им в этом деле.

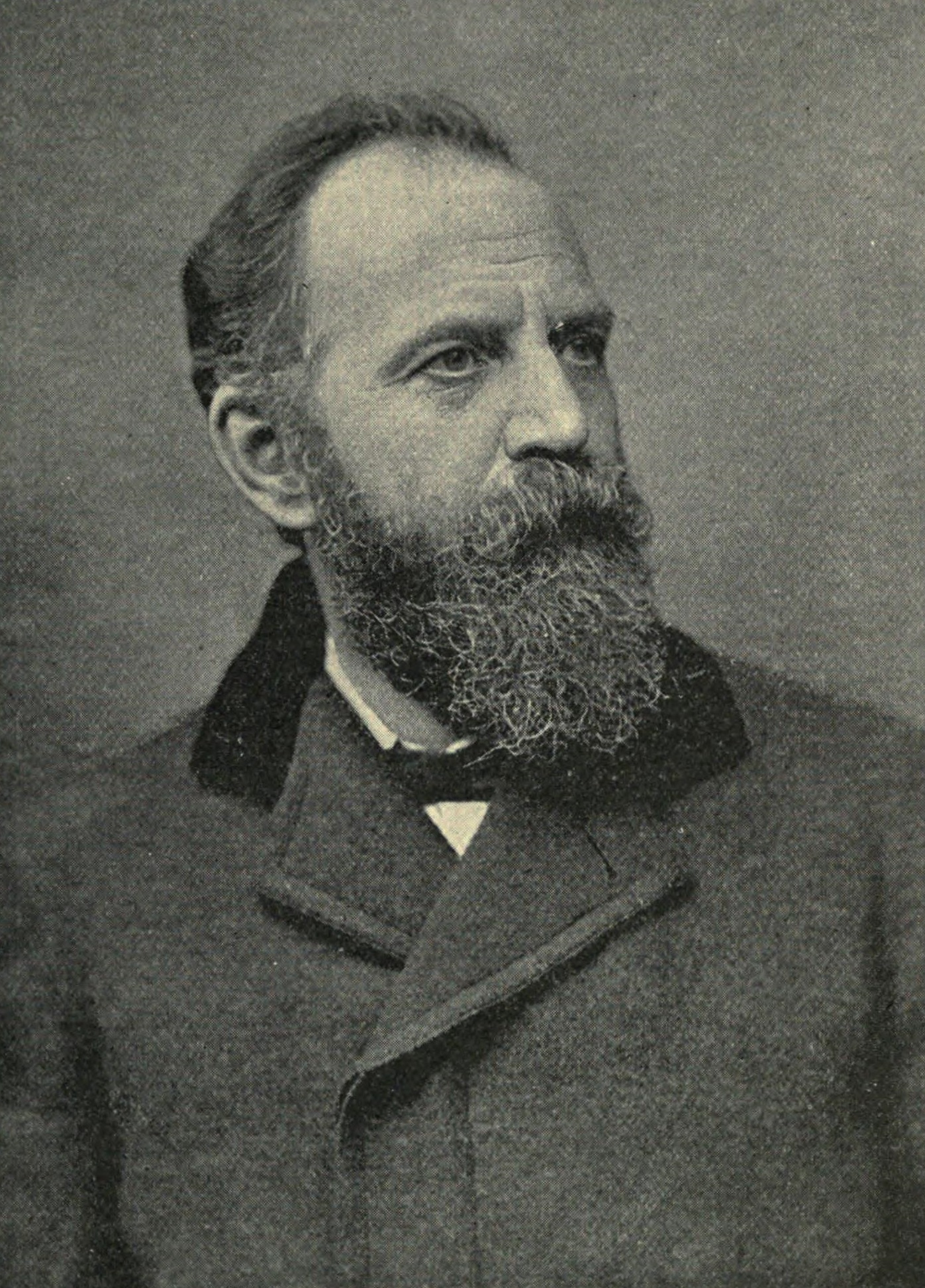
Уильям Томас Стед

Стед считал, что лучшим способом доказать покупку девушек для проституции в Лондоне было купить девушку самому. Батлер познакомила его с бывшей проституткой и владелицей публичного дома, которая жила в её общежитии. Стед купил в трущобах в Марилебон 13-летнюю девочку (в дальнейшем ставшую известной Элизу Армстронг) у её матери за 5 фунтов стерлингов и отвез её во Францию. В июле 1885 года Стед начал публикацию серии статей под названием «Девичья дань современному Вавилону», разоблачавших масштабы детской проституции в Лондоне. В первой статье, которая занимала шесть страниц Gazette, Стед рассказал об интервью, состоявшемся у него с Говардом Винсентом, начальником Управления уголовного розыска: 
«Но, — сказал я с изумлением, — в таком случае вы хотите сказать мне, что на самом деле настоящие изнасилования, в юридическом смысле этого слова, постоянно совершаются в Лондоне над девственными невольницами, которых поставляют и покупают для богатых мужчин за плату владельцы публичных домов?». «Конечно, — сказал он, — в этом нет никаких сомнений». «Ведь, — воскликнул я, — одной мысли достаточно, чтобы вызвать скандал». «Это правда», — сказал он; «и хотя это должно вызвать скандал, это даже не возмущает соседей». Оригинальный текст (англ.)«But», I said in amazement, «then do you mean to tell me that in very truth actual rapes, in the legal sense of the word, are constantly being perpetrated in London on unwilling virgins, purveyed and procured to rich men at so much a head by keepers of brothels?» «Certainly», said he, «there is not a doubt of it». «Why», I exclaimed, «the very thought is enough to raise hell». «It is true», he said; «and although it ought to raise hell, it does not even raise the neighbours».
16 июля, через десять дней после публикации статьи, Батлер выступила с речью на собрании в лондонском Эксетер-холле, призвав к усилению мер по защите молодёжи и повышению возраста сексуального согласия. На следующий день они с Джорджем уехали на каникулы в Швейцарию и Францию. Пока они были в отъезде, депутаты парламента вновь обсудили заглохший законопроект 1883 года о возрасте сексуального согласия. Акт о поправках к уголовному законодательству был принят 14 августа 1885 года. Акт повысил возраст согласия с 13 до 16 лет, в то время как вовлечение девочек в проституцию посредством наркотиков, запугивания или мошенничества было объявлено уголовным преступлением, как и похищение девушки младше 18 лет в целях половых сношений. Полиция расследовала покупку Стеда, и Батлер была вынуждена прервать свой отпуск, чтобы вернуться на допрос. Хотя она избежала всех обвинений, Стед был заключён в тюрьму на три месяца.
Принятие Акта о поправках к уголовному законодательству привело к созданию обществ чистоты, таких как Армия Белого Креста, целью которых было принудительное закрытие публичных домов посредством судебного преследования. Общества расширили сферу своей компетенции до запрета того, что они считали неприличной литературой, включая информацию о контроле рождаемости и развлечения, предоставляемые мюзик-холлами. Батлер предостерегала от обществ чистоты из-за их «глупой веры в то, что вы можете силой заставить людей быть нравственными и тем самым можете некоторым образом способствовать социальной чистоте». Её предупреждения остались незамеченными другими суфражистками, а некоторые, такие как Миллисент Фосетт, которая впоследствии стала биографом Жозефин Батлер, продолжали совмещать свою деятельность в феминистском движении с работой в обществах чистоты.

### Индия, Империя и последние годы (1897—1906)
Хотя Акты об инфекционных заболеваниях в Соединённом Королевстве были отменены, аналогичное законодательство действовало в британском колониальном владении в Индии, где проститутки вблизи британских кантонментов подвергались регулярным принудительным осмотрам. Соответствующий закон содержался в Специальных актах о кантонментах, которые были введены в действие генерал-майором Эдвардом Чепменом, издавшим постоянно действующий приказ о проверке проституток и об обеспечении «достаточного количества женщин, заботы об их достаточной привлекательности, обеспечении их надлежащими домами».

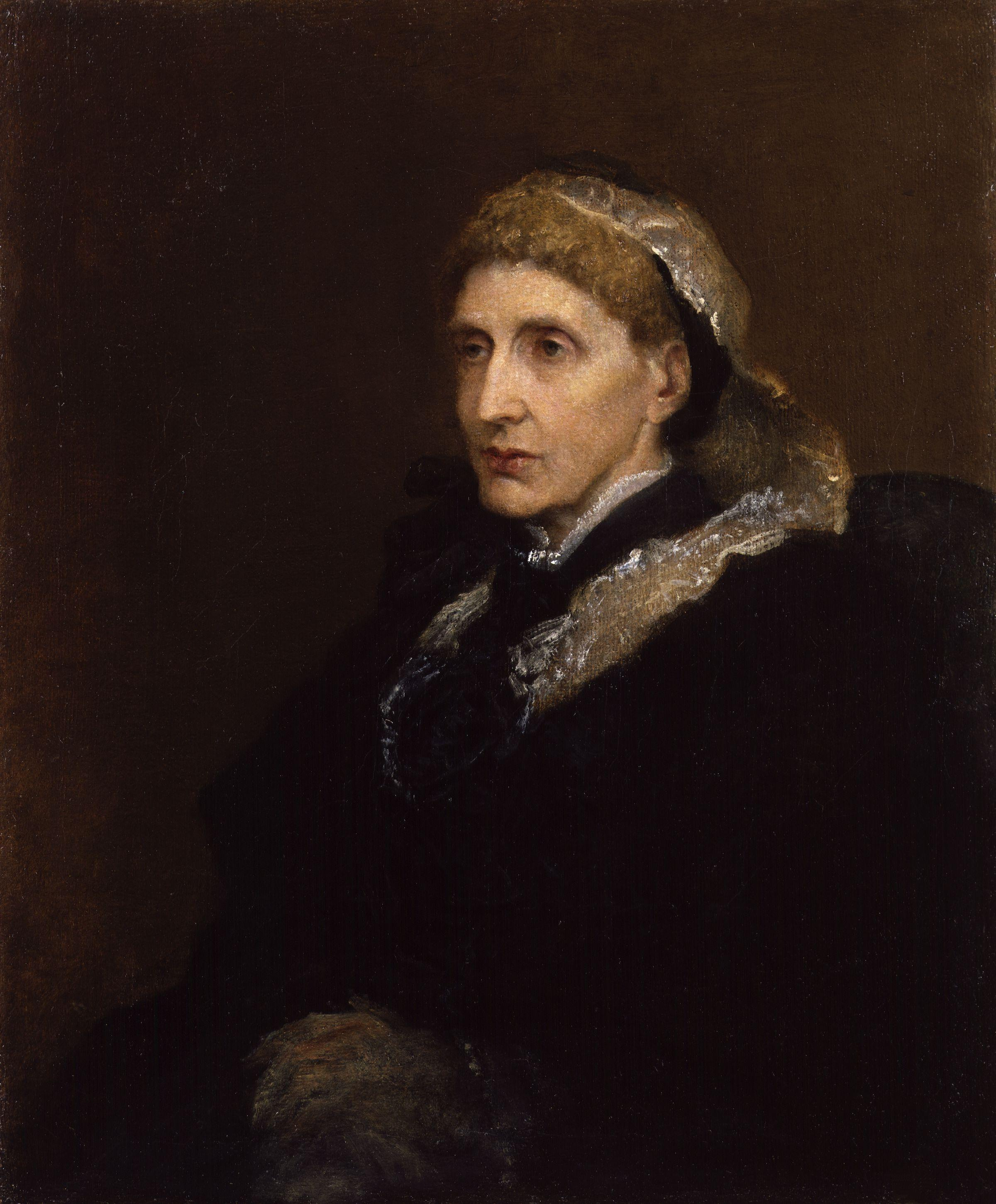
Батлер в преклонном возрасте, художник Джордж Фредерик Уоттс, 1894 год

Батлер начала новую кампанию за отмену законодательства, в которой сравнивала девушек с рабынями. После того как кампания оказала давление на депутатов, широкое распространение публикации приказов Чепмена привело к тому, что историк Хелен Матерс описывает как «возмущение по всей Британии». В июне 1888 года Палата общин приняла единогласное решение об отмене законодательства, и правительству Индии было приказано упразднить Акты. Чтобы обойти этот приказ, Министерство по делам Индии посоветовало генерал-губернатору Индии инициировать принятие нового законодательства, гарантирующего, что проститутки, подозреваемые в инфекционных заболеваниях, должны пройти осмотр или подвергнуться высылке из кантонмента.
К концу 1880-х годов здоровье Джорджа стало ухудшаться, и Жозефин всё больше времени уделяла уходу за ним. В 1889 году они отдыхали в Неаполе, но Джордж заразился гриппом. В то время была пандемия, известная как пандемия гриппа 1889—1890 годов. Батлеры вернулись в Британию, но Джордж умер 14 марта 1890 года. Жозефин приостановила кампанию после его смерти. Вскоре после этого она покинула Винчестер и переехала в Уимблдон, в пригород Лондона, в дом, который она использовала совместно со своим старшим сыном и его женой.
62-летняя Батлер чувствовала, что она слишком стара для поездки в Индию, но два американских сторонника совершили поездку от её имени и потратили четыре месяца на составление досье, показывающего, что закрытые больницы, обязательные осмотры и использование несовершеннолетних проституток, некоторым из которых было всего 11 лет, всё ещё продолжали действовать. Кампания в Британии снова добивалась перемен, и Батлер выступала на собраниях, публиковала брошюры и писала миссионерам в Индии.

Хотя многие друзья и единомышленники Батлер, разделявшие с ней общие цели, выступали против политики британского империализма, Жозефин не делала этого. Она писала, что, поскольку Британия работала над объявлением рабства незаконным, «при всех её недостатках, рассматриваемых с точки зрения Бога, Англия является лучшей и наименее виновной из наций». Во время Второй англо-бурской войны (1899—1902) Батлер опубликовала книгу «Native Races and the War» («Коренные народы и война», 1900), в которой поддержала действия Британии и её империалистическую политику. В книге она решительно выступила против повседневного расизма, свойственного её соотечественникам в отношении иностранцев, написав: 
«В будущем Великобританию будут судить, осуждать или оправдывать, в соответствии с её отношением к тем бесчисленным цветным расам, языческим или частично христианизированным, на которых распространяется её правление … Расовые предрассудки — это отрава, которую необходимо изгнать, если мы хотим христианизировать мир, и если Великобритания хочет сохранить данное ей высокое и ответственное место среди народов».Оригинальный текст (англ.)«Great Britain will in future be judged, condemned or justified, according to her treatment of those innumerable, coloured races, heathen or partly Christianized, over whom her rule extends … Race prejudice is a poison which will have to be cast out if the world is ever to be Christianized, and if Great Britain is to maintain the high and responsible place among the nations which has been given to her».
С 1901 года Батлер начала уходить из общественной жизни, оставляя свои посты в организациях, ведущих кампании, и проводя больше времени со своей семьёй. В 1903 году она переехала в Вулер в Нортамберленде, чтобы жить рядом со своим старшим сыном. 30 декабря 1906 года она умерла дома и была похоронена в соседнем городке Киркньютоне.

## Память, наследие, анализ

### Анализ подхода и оценки
Жозефин Батлер являлась не только непоколебимой феминисткой, но и страстной христианкой, чьей любимой фразой была: «Бог и одна женщина составляют большинство». Вера Батлер по существу была евангелической, со свойственными евангеликам энтузиазмом и благочестием. Хелен Матерс характеризует веру Жозефин Батлер как содержащую убедительное свидетельство евангельского обращения. При этом религиозная политика Батлер была либеральной и соответствующей «широкой церкви» внутри англиканства. Благодаря вере Жозефин считала, что имеет призвание от Бога разрушить «греховную регуляцию проституции» и институт проституции сам по себе.
Борьба Жозефин Батлер за отмену Актов об инфекционных заболеваниях в большей мере отражала политический либерализм, нежели концепцию «социальной чистоты», которую разделяли некоторые сторонники её движения. Прежде всего Батлер выделяла проблему неравенства полов. Как многие другие феминистки Викторианской эпохи, она не оспаривала традиционные нормы морали и роль женщины, однако сосредотачивалась на критике двойных стандартов в отношении полов. Особенностями подхода Жозефин Батлер к проституции было объяснение её бедностью, а не грехом, и объединение идеи морального улучшения с широкими целями женской эмансипации. Современные авторы относят кампанию Жозефин Батлер к борьбе за права проституток.

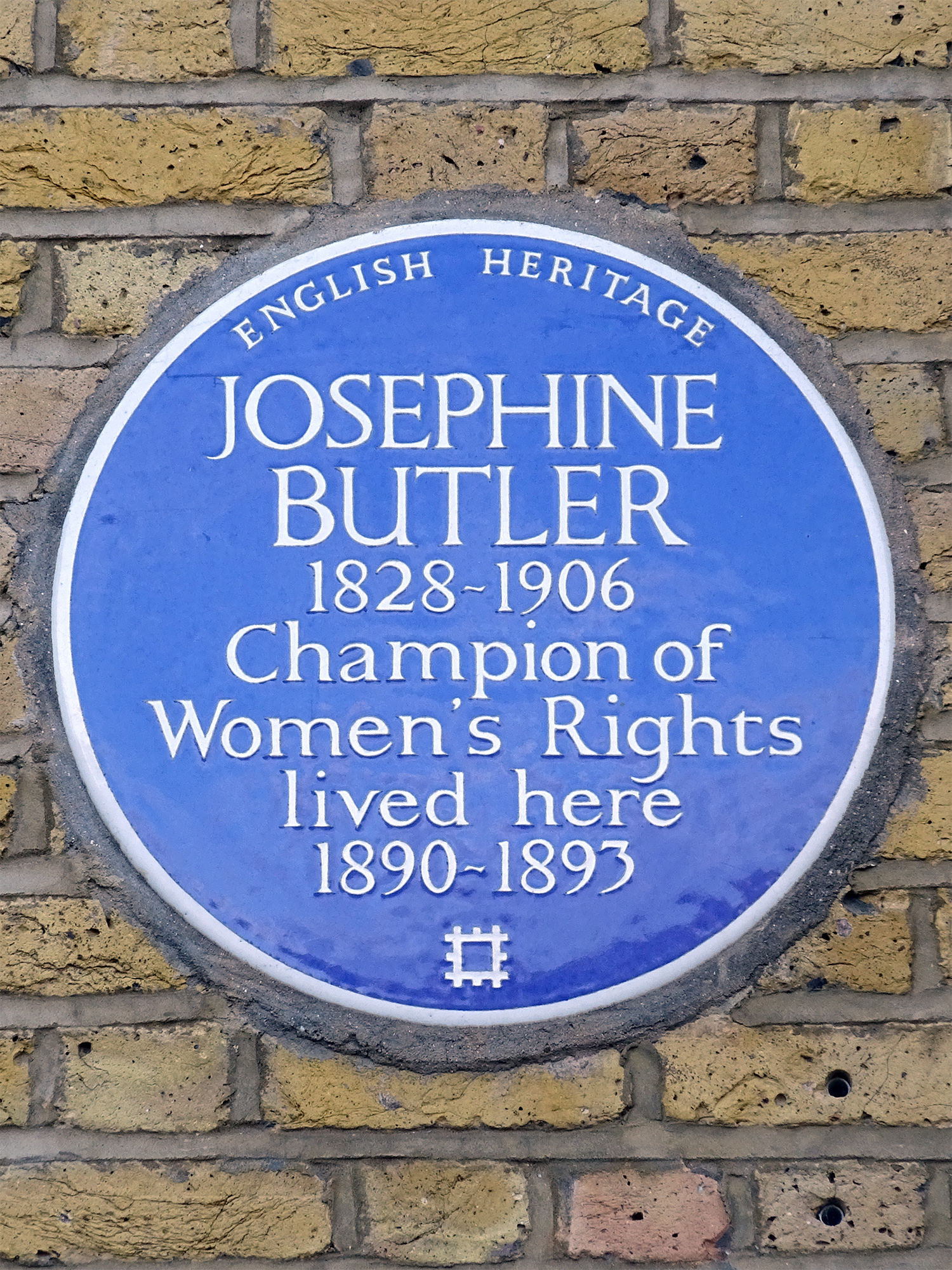
Синяя табличка, установленная в 2001 году «Английским наследием» на бывшей резиденции Батлер в Уимблдоне.

Либерализм Батлер идеологически был связан с Женской либеральной ассоциацией (женским крылом Либеральной партии). Батлер поддерживала суфражизм, хотя ограничила свою деятельность отдельной борьбой за отмену Актов об инфекционных заболеваниях. По словам феминистского историка Барбары Кейн, «либерализм послужил основой для всего социального и политического подхода Батлер. Он был неотъемлемой частью её феминизма». Однако в Викторианскую эпоху женщины только начинали бороться за равные права с мужчинами. Либерализм затрагивал вопросы политического и социального угнетения, но не сексуального, касаясь лишь публичной сферы, но не приватной. Деятельность Жозефин Батлер выходила за пределы либерализма её эпохи. Тем не менее, критикуя неравное отношение к мужчинам и женщинам, закреплённое законодательно применительно к проституции, Батлер опиралась на либеральный призыв к равенству. Она чувствовала постоянные противоречия между либерализмом и феминизмом и, как отмечает Барбара Кейн, решала этот конфликт через религию.
Жозефин Батлер была ярким оратором и эффективным организатором. Своей деятельностью она расширила границы феминистской активности её эпохи. Аргументы против Актов об инфекционных заболеваниях вынесли тему женской сексуальности на передний край феминистской дискуссии. По словам Джудит Валковиц, Батлер направила либеральный феминизм в новое русло, развивая методы политической агитации, которые оказали влияние на будущие кампании за эмансипацию женщин. Она разработала новые способы проведения кампаний и вынесла полемику за рамки дискуссий в домах среднего класса в публичное поле, вовлекая в политические дебаты женщин, которые никогда раньше не принимали в этом участия. Агитация Батлер, по мнению Валковиц, изменила гендерные, классовые и сексуальные субъективности в поздней викторианской Британии, а также внесла вклад в политическую историю Британии и государственное строительство.
Многие историки считают успех кампании по отмене Актов об инфекционных заболеваниях вехой в истории женской эмансипации. По словам политического историка Маргарет Гамильтон, эта кампания показала, что отношение к женщинам стало меняться. По мнению феминистской исследовательницы Шейлы Джеффрис, Жозефин Батлер является одной из самых смелых и творческих феминисток в истории, в то время как суфражистка Миллисент Фосетт писала о своём убеждении, что Батлер заслуживает называться самой выдающейся англичанкой девятнадцатого века.

Неназванный автор некролога Батлер в The Daily News утверждал, что её имя 
«всегда будет входить в число самых благородных социальных реформаторов, плодом труда которых явилось высшее наследие, которое мы имеем. Она боролась с огромным мужеством и самопожертвованием на поле битвы, где подвергалась жестокому сопротивлению … Она никогда не колебалась в своей цели, и именно ей в высшей степени обязан Английский свод статутов устранением одного из величайших пятен, которые когда-либо его запятнали. Её победа ознаменовала один из величайших этапов продвижения женщин к тому равному обращению, которое является последним испытанием цивилизованности нации».Оригинальный текст (англ.)«will always rank amongst the noblest of the social reformers, the fruit of whose labours is the highest inheritance that we have. She fought with enormous courage and self-sacrifice in a battlefield where she was subjected to the fiercest antagonism … She never faltered in her task, and it is to her in supreme that the English statute book owes the removal of one of the greatest blots that ever defaced it. Her victory marked one of the great stages of progress of woman to that equality of treatment which is the final test of a nation’s civilization».

### Дань памяти
В 1907 году имя Жозефин Батлер было помещено на южной стороне Мемориала реформаторов на кладбище Кенсал-Грин в Лондоне. Мемориал был воздвигнут тем, «кто ради совести и общественного блага бросил вызов обычаям и интересам». Жозефин Батлер вспоминается в календаре Церкви Англии 30 мая, этот день в её честь отмечен как малый праздник. Она изображена на витражах Ливерпульского кафедрального собора англиканской церкви, Церкви Всех Святых в Кембридже и Церкви Святого Олафа на улице Харт-стрит в Лондонском Сити.

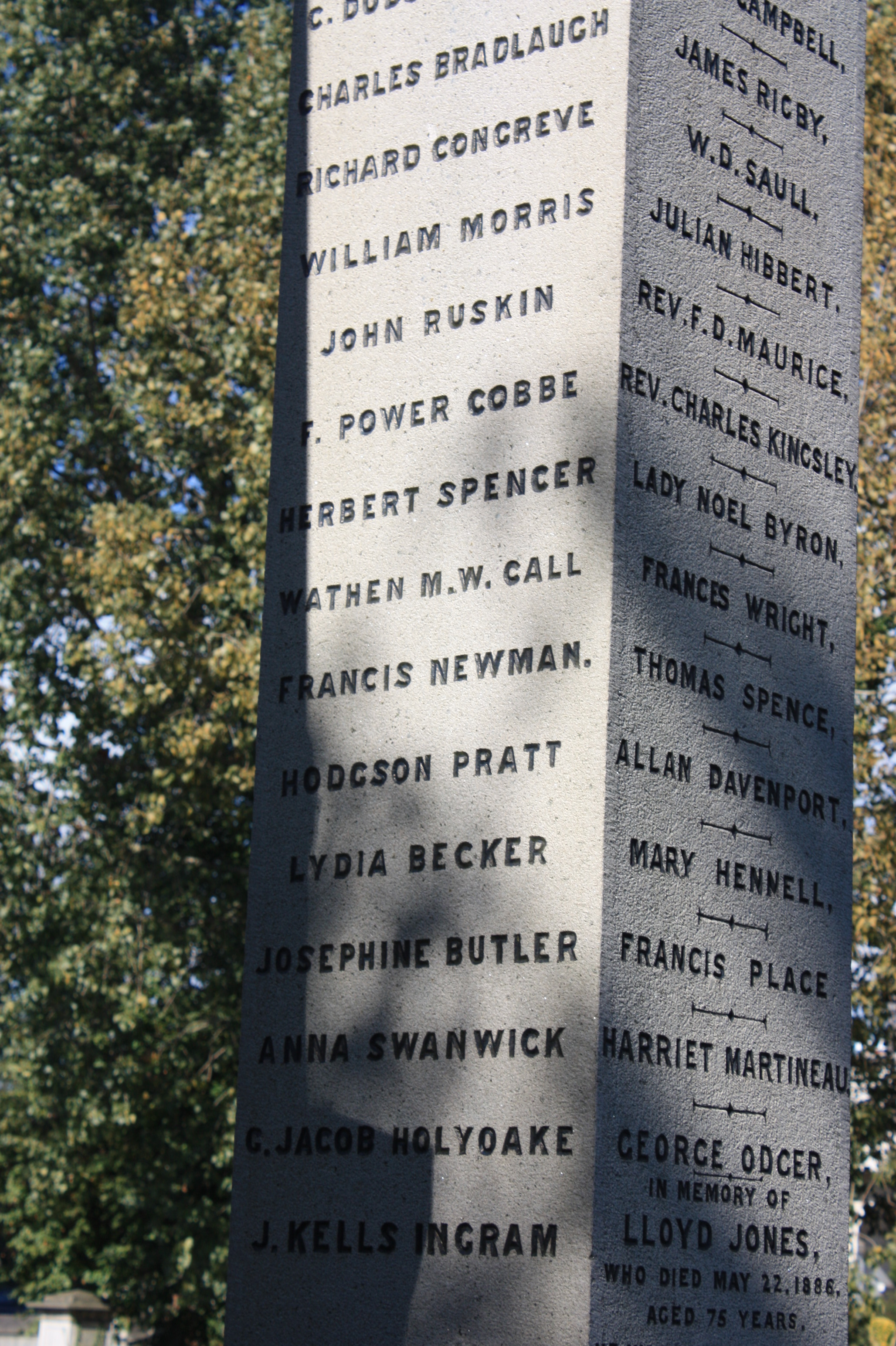
Имя Жозефин Батлер на нижней части Мемориала реформаторов на кладбище Кенсал-Грин

Причастность Батлер к Ливерпулю была увековечена более светским образом. Здание Факультета бизнеса и права Ливерпульского университета имени Джона Мурса было названо «Домом Жозефин Батлер». Здание, первоначально бывшее первым Радиевым институтом Великобритании, в Культурном квартале на Хоуп-стрит, было построено в 1867 году и снесено в 2013 году, когда на этом месте появилась автостоянка, а впоследствии — студенческое общежитие, открывшееся в 2015 году.
В 1915 году Национальная женская ассоциация по отмене Актов об инфекционных заболеваниях объединилась с Международной федерацией аболиционистов и образовала Ассоциацию моральной и социальной гигиены, которая в 1953 году изменила своё название на Общество Жозефин Батлер. По состоянию на 2021 год, Общество всё ещё действует. Оно проводит кампанию по защите проституток и обеспечивает «защиту женщин и детей, которые подвергаются преступному задержанию, жестокому обращению или эксплуатации со стороны других лиц, получающих прибыль от их проституции».
В 2005 году Даремский университет назвал один из своих колледжей именем Жозефин Батлер, отражая тем самым её с Джорджем связь с этим местом и университетом. Женская библиотека в Лондонской школе экономики хранит ряд коллекций, связанных с Батлер. Они включают документы Национальной женской ассоциации, более 2500 писем Коллекции писем Жозефин Батлер и Библиотеку общества Жозефин Батлер, состоящую из книг и брошюр, собранных обществом. В 2001 году «Английское наследие» поместило синюю мемориальную доску на бывшую резиденцию Батлер в Уимблдоне. Её бывший дом в Челтнеме был снесён в 1970-х годах, но в 2002 году Гражданское общество Челтнема установило мемориальную доску на здании, которое сейчас занимает это место.

### Комментарии
1. ↑  В итоге у пары родилось десять детей, последний из которых родился в мае 1836 года[3].
2. ↑  Этот человек, камердинер местного джентльмена, был уволен с должности за то, что стал отцом незаконнорождённого ребёнка; Жозефин узнала его[9][10].
3. ↑  Хотя Жозефин написала автобиографию и биографию своего мужа, она так и не пояснила, где и когда они впервые встретились[19].
4. ↑  Жозефин и Джордж считали себя «христианскими революционерами», подразумевая под этим активную работу в христианском служении[22].
5. ↑  Большое наводнение в местной Долине Темзы (субрегионе Юго-Восточной Англии, расположенном на берегу Темзы к западу от Лондона, с Оксфордом в качестве основного центра) в том году было одним из факторов высокой влажности[27].
6. ↑  Джейн Джордан считает, что Батлер страдала истерическим параличом[36], в то время как её биограф Хелен Матерс описывает это как «психогенный паралич, который вызывает ... драматическое физическое проявление эмоциональных страданий пациента»[35].
7. ↑  Система работных домов, введённая Законом о бедных 1834 года, была средством предоставления жилья и работы тем, кто не мог найти работу или содержать себя. Предоставленная работа была по сути чёрной, включая рытьё канав, измельчение зерна или дробление камней[40][41].
8. ↑  Зоны, охваченные Актами, включали 18 военных баз, гарнизонов и портовых городов, в том числе территорию на расстоянии до 15 миль от военных объектов[55].
9. ↑  В 1869 году была создана «Ассоциация за расширение Актов об инфекционных заболеваниях» для проведения кампании по распространению их действия на всё Соединённое Королевство[56].
10. ↑  В марте 1870 года заявление было перепечатано в еженедельной газете The Shield, выходившей в поддержку кампании по отмене Актов[63].
11. ↑  Законопроект повышал возраст сексуального согласия до 14 лет и давал полиции полномочия запрещать публичные дома и преследовать проституток младше 16 лет[80].
12. ↑  В «Новой эре» Батлер указала, что законопроект Брюса основан на законодательстве, регламентирующем положение дел в Берлине, где были проверены около 30 000 женщин; число случаев заболевания сифилисом увеличилось после введения законодательства[81].
13. ↑  Местные жители были потрясены обращением с женщинами и опознали 16 мужчин, которые были в числе виновных; все они оказались членами избирательной комиссии кандидата от либералов Хью Чайлдерса[86].
14. ↑  Чайлдерс тоже был шокирован событиями и приложил усилия, чтобы задержать виновных. К тому же он изменил свою позицию по поводу Актов об инфекционных заболеваниях и в речи 1875 года в Палате общин говорил, что закон потерпел неудачу «в наиболее заметной степени в отношении принципа равного обращения с обоими полами, который должен быть основой нашего законодательства». Он стал одним из депутатов, проголосовавших за окончательную отмену Актов в 1886 году[88].
15. ↑  Источники расходятся во мнениях по поводу первоначального названия. Один источник сообщает, что это была «Британская, континентальная и повсеместная федерация за отмену правительственного регулирования порока» (British, Continental and General Federation for the Abolition of the Government Regulation of Vice)[95]. Ещё один источник называет её «Британской, континентальной и повсеместной федерацией за отмену правительственного регулирования проституции» (British, Continental and General Federation for the Abolition of Government Regulation of Prostitution)[96]. Другие называют это «Британской и континентальной (позже международной) федерацией за отмену правительственного (позже государственного) регулирования порока» (British and Continental (later International) Federation for the Abolition of Governmental (later State) Regulation of Vice)[97].
16. ↑  С Батлер связался Альфред Дайер, квакер, который рассказал ей подробности одного случая; она свела его с адвокатом Алексисом Спингардом, и мужчины более обстоятельно расследовали это и другие дела[102].
17. ↑  Девочка, Элиза Армстронг, была временно отправлена жить во Францию, после чего возвращена в Британию, где получила образование в Доме принцессы Луизы для защиты молодых девушек в Эссексе. Там Элиза была подготовлена к работе домашней прислуги. Несколько лет спустя она написала Стеду и поблагодарила его за то, что он сделал. К тому времени она вышла замуж и родила шестерых детей[117].
18. ↑  Поздняя поправка к законопроекту Генри Лабушера, Раздел 11, известная как Поправка Лабушера, сделала преступлением непристойное поведение между мужчинами и стала первой криминализацией всех актов отдельно от содомии, которая подпадала под действие более раннего законодательства. Секс между мужчинами был нелегальным в Британии до 1967 года[124][125].
19. ↑  Вера родителей Батлер, прежде всего её матери, как и её мужа, также относилась к евангелическому крылу англиканства[142][143].